# Sauria paharia
Le sauria paharia est une langue dravidienne parlée dans le nord de l'Inde par 110 000 locuteurs et au Bangladesh par 7 000 locuteurs. Elle ressemble beaucoup au kumarbhag paharia, si bien que l'on appelle parfois les deux langues le malto. Elle est apparentée au kurukh.